# Bjリーグ 2007-08
bjリーグ2007-08は、2007年10月30日から2008年5月4日まで、日本各地で行われたバスケットボールプロリーグである。

## 参加チーム
2007-08シーズン参加チーム
| 地区 | チーム名               | 都道府県 | 都市     | ホームアリーナ             | 位置                                    | 座席数    | 観客数 （平均） | 参入年 |
| ---- | ---------------------- | -------- | -------- | -------------------------- | --------------------------------------- | --------- | --------------- | ------ |
| 東   | 仙台89ERS              | 宮城県   | 仙台市   | 仙台市体育館               | 北緯38度13分4.5秒 東経140度52分8.6秒    | 5,733席   | 2,280人         | 2005年 |
| 東   | 新潟アルビレックスBB   | 新潟県   | 新潟市   | 朱鷺メッセ                 | 北緯37度54分54.6秒 東経139度6分18.1秒   | 約4,000席 | 2,777人         | 2005年 |
| 東   | 富山グラウジーズ       | 富山県   | 富山市   | 富山市総合体育館           | 北緯36度38分41.8秒 東経137度11分24秒    | 約4,500席 | 1,615人         | 2006年 |
| 東   | 埼玉ブロンコス         | 埼玉県   | 所沢市   | 所沢市民体育館             | 北緯35度48分36秒 東経139度27分48.7秒    | 約4,300席 | 2,411人         | 2005年 |
| 東   | 東京アパッチ           | 東京都   | 江東区   | 有明コロシアム             | 北緯35度39分59.3秒 東経139度41分54.7秒  | 10,000席  | 3,246人         | 2005年 |
| 西   | 大阪エヴェッサ         | 大阪府   | 門真市   | なみはやドーム※            | 北緯34度35分30.8秒 東経135度30分41.6秒  | 約6,000席 | 3,003人         | 2005年 |
| 西   | 高松ファイブアローズ   | 香川県   | 高松市   | 高松市総合体育館           | 北緯34度20分33.06秒 東経134度4分26.99秒 | 2,830席   | 2,167人         | 2006年 |
| 西   | ライジング福岡         | 福岡県   | 福岡市   | アクシオン福岡             | 北緯33度34分56.2秒 東経130度27分45秒    | 席        | 1,588人         | 2007年 |
| 西   | 大分ヒートデビルズ     | 大分県   | 別府市   | ビーコンプラザ             | 北緯33度16分58.9秒 東経131度29分13.3秒  | 3,925席   | 2,216人         | 2005年 |
| 西   | 琉球ゴールデンキングス | 沖縄県   | 宜野湾市 | 沖縄コンベンションセンター | 北緯26度16分47.1秒 東経127度44分0.7秒   | 席        | 1,679人         | 2007年 |

- 本年度は10チームが参加。東西カンファレンス制が導入される。

※大阪は本来はなみはやドーム（表記の収容人員はメインアリーナだが、主としてサブアリーナ使用）を本拠地としているが、本年度はなみはやドームはメインアリーナの2試合のみで、他の試合は大阪府・兵庫県の各地で2-4試合ずつを巡回して開催する。

### 新規参入
2007-08年度シーズンに新規加入するチームについては、茨城県、長野県、群馬県、奈良県、福岡県、沖縄県のほかホームタウンが未定であった2団体を含めた計8団体から選考。以下2チームの新規参入を決めた。
- ライジング福岡 運営母体はスポーツコーディネイト ペサスが中心となって発足する。2005-2006のJBLに参戦していたプロチーム「福岡レッドファルコンズ」に代わってbjリーグに参戦。

- 琉球ゴールデンキングス 運営母体はスポーツ・イノベーションが中心となって設立された「沖縄バスケットボール」。

なお、ホームタウン未定であった団体のうちの1団体は、2006-2007シーズンにおいて経営が悪化していた富山グラウジーズの新オーナーとしてチーム運営を引き継いでいる。（富山グラウジーズ#歴史を参照）

## ドラフト
これより完全ウェーバー方式に移行。
| 巡 | 順位 | チーム       | 選手                   | 前所属                     | 備考                                            |
| -- | ---- | ------------ | ---------------------- | -------------------------- | ----------------------------------------------- |
| 1  | 1    | 沖縄         | 澤岻直人               | アイシンシーホース         |                                                 |
| 1  | 2    | 福岡         | 中川和之               | 高松（アーリーチャレンジ） | ブルックリン・キングス(USBL)を経て2008年2月入団 |
| 1  | 3    | 東京         | 仲村直人               | 大阪（アーリーチャレンジ） | 優先交渉権は城宝匡史とのトレードで大阪へ        |
| 1  | -    | 富山         | 指名放棄               | 指名放棄                   |                                                 |
| 1  | -    | 埼玉         | 指名権なし             | 指名権なし                 | 指名権なし                                      |
| 1  | -    | 仙台         | 指名放棄               | 指名放棄                   |                                                 |
| 1  | -    | 新潟         | 指名権なし             | 指名権なし                 | 指名権なし                                      |
| 1  | -    | 大分         | 指名権なし             | 指名権なし                 | 指名権なし                                      |
| 1  | -    | 高松         | 指名権なし             | 指名権なし                 | 指名権なし                                      |
| 1  | -    | 富山（大阪） | 指名放棄               | 指名放棄                   | トレードによる指名権移譲                        |
| 2  | 4    | 沖縄         | 田中健                 | トヨタ自動車アルバルク     | 入団拒否（→栃木ブレックス）                     |
| 2  | 5    | 福岡         | 中園隆一郎             | 福太郎クラブ               |                                                 |
| 2  | 6    | 東京         | 仲西翔自               | 東京（アーリーチャレンジ） |                                                 |
| 2  | -    | 埼玉         | 指名権なし             | 指名権なし                 | 指名権なし                                      |
| 2  | -    | 新潟         | 指名権なし             | 指名権なし                 | 指名権なし                                      |
| 2  | -    | 大分         | 指名権なし             | 指名権なし                 | 指名権なし                                      |
| 2  | -    | 高松         | 指名権なし             | 指名権なし                 | 指名権なし                                      |
| 2  | -    | 大阪         | 指名放棄               | 指名放棄                   |                                                 |
| 3  | 7    | 沖縄         | ブライアン・シンプソン | 嘉手納ファルコンズ         |                                                 |
| 3  | -    | 福岡         | 指名放棄               | 指名放棄                   |                                                 |
| 3  | -    | 東京         | 指名放棄               | 指名放棄                   |                                                 |
| 3  | -    | 埼玉         | 指名放棄               | 指名放棄                   |                                                 |
| 3  | -    | 新潟         | 指名権なし             | 指名権なし                 | 指名権なし                                      |
| 3  | -    | 大分         | 指名権なし             | 指名権なし                 | 指名権なし                                      |
| 3  | -    | 高松         | 指名権なし             | 指名権なし                 | 指名権なし                                      |
| 4  | -    | 沖縄         | 指名放棄               | 指名放棄                   |                                                 |
| 4  | -    | 新潟         | 指名権なし             | 指名権なし                 | 指名権なし                                      |
| 4  | -    | 大分         | 指名権なし             | 指名権なし                 | 指名権なし                                      |
| 4  | -    | 高松         | 指名権なし             | 指名権なし                 | 指名権なし                                      |
| 5  | -    | 高松         | 指名放棄               | 指名放棄                   |                                                 |
| 5  | -    | 新潟         | 指名権なし             | 指名権なし                 | 指名権なし                                      |
| 5  | -    | 大分         | 指名権なし             | 指名権なし                 | 指名権なし                                      |
| 6  | -    | 新潟         | 指名放棄               | 指名放棄                   |                                                 |
| 6  | -    | 大分         | 指名権なし             | 指名権なし                 | 指名権なし                                      |
| 7  | -    | 大分         | 指名放棄               | 指名放棄                   |                                                 |

## 試合方式

### レギュラーシーズン（予選リーグ）
2007-08シーズンでは、カンファレンス制導入に伴い10チームが以下の2つにカンファレンス分けされた。
- 東カンファレンス…仙台・新潟・富山・埼玉・東京
- 西カンファレンス…大阪・高松・福岡・大分・沖縄

ホーム&アウェーにより、同一カンファレンス所属チームとは6回総当たりで、別カンファレンス所属チームとは4回総当りで、合計44試合を行う。
- ホームゲーム数：各チーム22試合
  - 「カンファレンス」内：4（対戦チーム数）×3試合（ホーム開催）＝12試合
  - 「カンファレンス」外：5（対戦チーム数）×2試合（ホーム開催）＝10試合

順位は、各カンファレンス内で44試合の勝敗等（勝敗が同じ場合には、(1)得失点差→(2)1試合当たりの平均得点で順位を決める）により1位から5位までの順位を決める。そして、レギュラーシーズンでカンファレンス1位チームがプレイオフに進出。2・3位はワイルドカードゲームでプレイオフ出場権を争う。
ホームゲーム数は22試合で、JリーグJ1リーグ戦17試合、J2リーグ戦24試合と比べて少な過ぎることはないが、ほぼ週末2試合が連続ホームゲームまたは連続アウェイゲームとなり、ホームとアウェイが交替して17回（月2-3回）あるJ1に対して、ホームゲーム開催週末が約10回、すなわち1ヶ月に2回程度しかなく、3週のうち1週しかホームゲームがない場合があるので、時としてアウェイが連続する間延び感がある。

#### 07-08シーズン概要
- 1チームあたり44試合で、各チームともホーム・アンド・アウェー22試合ずつを行う。
- 総当り回数は同地区と6回、インターカンファレンス（東西交流戦）4回。
- 本年度よりレギュラーリーグの順位決定はそれぞれの地区間のみで決定し、勝率→得失点差→総得点の順で決定。
- それぞれのカンファレンスの1位-3位のチームがプレーオフ出場。

### ワイルドカードゲーム
- それぞれのカンファレンスの2位と3位の間で（2位チーム主催）1回戦を行い、勝者が決勝トーナメントに進出する。

スコアテーブル
| 地区 | 会場                      | ホーム               | スコア | アウェー             |
| ---- | ------------------------- | -------------------- | ------ | -------------------- |
| 西   | 高松市総合体育館          | 高松ファイブアローズ | 94-112 | ライジング福岡       |
| 東   | 国立代々木競技場第2体育館 | 東京アパッチ         | 103-88 | 新潟アルビレックスBB |

### プレイオフ（決勝トーナメント）
- ワイルドカードゲームの勝者が地区1位のチームと準決勝（地区優勝決定戦）を行い、更にその勝者同士で総合優勝決定戦を開催する。準決勝以後は有明コロシアムでの開催。各試合とも1試合決着

スコアテーブル
| 対戦           | Aチーム                                  | スコア | Bチーム                                |
| -------------- | ---------------------------------------- | ------ | -------------------------------------- |
| セミファイナル | 大阪エヴェッサ （西地区・1位）           | 100-73 | ライジング福岡 （同・ワイルドカード）  |
| セミファイナル | 仙台89ERS （東地区・1位）                | 86-88  | 東京アパッチ （同・ワイルドカード）    |
| 3位決定戦      | ライジング福岡 （セミファイナルⅠ・敗者） | 91-95  | 仙台89ERS （セミファイナルⅡ・敗者）    |
| 決勝戦         | 大阪エヴェッサ （セミファイナルⅠ・勝者） | 66-56  | 東京アパッチ （セミファイナルⅡ・勝者） |

### レギュラーシーズン最終順位
イースタンカンファレンス
| 順位 | チーム名             | 成績     | 勝率  | ゲーム差 | 得点 | 失点 | 得失点差 |
| 1位  | 仙台89ERS            | 29勝15敗 | 0.659 | 0.0      | 88.0 | 84.8 | +3.2     |
| 2位  | 東京アパッチ         | 27勝17敗 | 0.614 | 2.0      | 89.2 | 88.8 | +0.4     |
| 3位  | 新潟アルビレックスBB | 26勝18敗 | 0.591 | 1.0      | 83.5 | 81.6 | +1.9     |
| 4位  | 埼玉ブロンコス       | 21勝23敗 | 0.477 | 5.0      | 78.9 | 76.4 | +2.5     |
| 5位  | 富山グラウジーズ     | 7勝37敗  | 0.159 | 14.0     | 75.0 | 86.1 | -11.1    |

ウェスタンカンファレンス
| 順位 | チーム名               | 成績     | 勝率  | ゲーム差 | 得点 | 失点 | 得失点差 |
| 1位  | 大阪エヴェッサ         | 31勝13敗 | 0.705 | 0.0      | 88.4 | 81.3 | +7.1     |
| 2位  | 高松ファイブアローズ   | 30勝14敗 | 0.682 | 4.0      | 92.7 | 85.3 | +7.4     |
| 3位  | ライジング福岡         | 20勝24敗 | 0.455 | 0.0      | 87.0 | 89.5 | -2.5     |
| 4位  | 大分ヒートデビルズ     | 19勝25敗 | 0.432 | 3.0      | 84.3 | 86.4 | -2.1     |
| 5位  | 琉球ゴールデンキングス | 10勝34敗 | 0.227 | 3.0      | 82.5 | 89.6 | -7.1     |

### bjリーグオールスターゲーム
出場選手
- EAST
  - ヘッドコーチ 廣瀬昌也(新潟)
  - アシスタントコーチ 浜口炎(仙台)

☆ パトリック・ワーティー(仙台・初出場)
☆ 池田雄一(新潟・初出場)
☆ マット・ギャリソン(新潟・2回目)
☆ 青木康平(東京・2回目)
☆ 呉屋貴教(富山・2回目)※体調不良のため試合には出場せず
・ 日下光(仙台・2回目)
・ 小菅直人(新潟・2回目)
・ ロドニー・ウェブ(新潟・初出場)
・ 清水太志郎(埼玉・2回目)
・ ゴードン・ジェームス(埼玉・2回目)
- WEST
  - ヘッドコーチ 天日謙作(大阪)
  - アシスタントコーチ 青木幹典(高松)

☆ ジョージ・リーチ(高松・初出場)
☆ 波多野和也(大阪・2回目)
☆ ジェフ・ニュートン(大阪・初出場)
☆ 澤岻直人(沖縄・初出場)
☆ 川面剛(福岡・初出場)
・ レジー・ウォーレン(高松・初出場)
・ 岡田優(高松・2回目)
・ ジョシュ・ペッパーズ(福岡・初出場)
・ 鈴木裕紀(大分・2回目)
・ アンディー・エリス(大分・2回目)
結果
| シーズン | 勝者 | 結果   | 敗者 | MVP      |
| -------- | ---- | ------ | ---- | -------- |
| 2007-08  | EAST | 121-94 | WEST | 小菅直人 |

スリーポイントコンテスト
| 順位 | 選手                       | 予選 | 決勝 |
| ---- | -------------------------- | ---- | ---- |
| 1    | マット・ギャリソン(新潟)   | 19点 | 21点 |
| 2    | 鈴木裕紀(大分)             | 20点 | 16点 |
| 3    | 青木康平(東京)             | 18点 |      |
| 4    | 日下光(仙台)               | 15点 |      |
| 5    | ジョシュ・ペッパーズ(福岡) | 13点 |      |
| 6    | 岡田優(高松)               | 12点 |      |

ダンクコンテスト
| 順位 | 選手                       | 予選 | 決勝 | 同点決勝 |
| ---- | -------------------------- | ---- | ---- | -------- |
| 1    | ラシード・スパークス(高松) | 50点 | 50点 | 50点     |
| 2    | ロビー・ジョイナー(富山)   | 50点 | 50点 | 40点     |
| 3    | 橘佳宏(富山)               | 50点 | 49点 |          |
| 4    | 小菅直人(新潟)             | 47点 |      |          |
| 5    | 竹田智史(高松)             | 42点 |      |          |
| 6    | ゴードン・ジェームス(埼玉) | 35点 |      |          |

### Bj-KBL チャンピオンシップゲームズ
|       | 開催国 | 日時    | bjリーグ優勝   | 結果    | KBL優勝              |
| ----- | ------ | ------- | -------------- | ------- | -------------------- |
| 第1戦 | 日本   | 9月23日 | 大阪エヴェッサ | 84 - 77 | 蔚山モービスフィバス |
| 第2戦 | 韓国   | 9月30日 | 大阪エヴェッサ | 79 - 90 | 蔚山モービスフィバス |

1勝1敗のため得失点差により蔚山モービスフィバス優勝。

## アワード

### 最優秀選手
- リン・ワシントン（大阪エヴェッサ）

### ベスト5
- ガード：マイキー・マーシャル（大阪エヴェッサ）・澤岻直人（琉球ゴールデンキングス）
- フォワード：レジー・ウォーレン（高松ファイブアローズ）・アンディー・エリス（大分ヒートデビルズ）
- センター：パトリック・ワーティー（仙台89ERS）

### 個人タイトル
- 最多得点：アンディー・エリス（大分ヒートデビルズ）1試合平均25.1点
- 最多アシスト：澤岻直人（琉球ゴールデンキングス）1試合平均5.8本
- 最多リバウンド：ゴードン・ジェームス（埼玉ブロンコス）1試合平均14.4本
- 最多スティール：マイケル・パーカー（ライジング福岡）1試合平均2.6本
- 最多ブロックショット：ジェフ・ニュートン（大阪エヴェッサ）1試合平均3.4本
- 最高3ポイント成功率：鈴木裕紀（大分ヒートデビルズ）成功率50.4％
- 最高フリースロー成功率：仲村直人（大阪エヴェッサ）成功率91.0％

### 月間MVP
| 月   | 選手                     |
| ---- | ------------------------ |
| 11月 | ジェフ・ニュートン       |
| 12月 | 澤岻直人                 |
| 1月  | ライアン・ブラックウェル |
| 2月  | ゴードン・ジェームス     |
| 3月  | ニック・デービス         |
| 4月  | マイケル・ガーデナー     |

### その他
- 最優秀コーチ：カール・ジョン・ニューマン
- 最優秀レフリー：地頭薗剛
- ベストブースター：仙台89ERS
- チームアシスト：大分ヒートデビルズ
- コミュニティーアシスト：高松ファイブアローズ
- ベストアリーナ：富山市総合体育館
- ベストパフォーマー賞：ブロンコスチアリーダーズ＆PONYSGREEN